# Kamila Stefańska

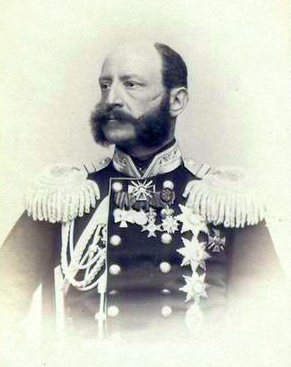
Książę Emil zu Sayn-Wittgenstein-Berleburg, 1865, adorator i późniejszy mąż Kamili Stefańskiej

Kamila Józefa Stefańska (ur. 21 stycznia 1838 w Łomży, zm. 8 listopada 1902 w Wiesbaden) – polska tancerka baletowa aktywna w latach 1850–1868. Na scenach zagranicznych notowana jako: Camille Stefaniska (Paryż, Wiedeń), Camilla Stefaniska (Neapol), Camilla Stefanska (Lizbona, Mediolan), Camille Stephanska (Manchester), Kamilla Stefanska (Berlin) i Камилла Стефанская (Sankt Petersburg). W latach 1862–1868 primabalerina Teatru Wielkiego w Warszawie. Od 21 grudnia 1868 baronowa Camilla von Kleydorff, a od 28 grudnia 1868 morganatyczna małżonka heskiego księcia Emila zu Sayn-Wittgenstein-Berleburg.

## Dzieciństwo[3]
Kamila Józefa Stefańska była córką geometry Antoniego Józefa Stefańskiego (1798–1837) i dyplomowanej akuszerki Teofili Eleonory z Szymańskich (1816–1874). Rodzice żyli w Warszawie, gdzie urodziły się ich starsze dzieci: Kazimiera Marianna Stefańska (1835–1908), późniejsza żona nauczyciela i historyka Ludwika Grzmielewskiego (1815–1888), oraz artysta malarz Hipolit Antoni Stefański (1836–po 1885), absolwent Szkoły Sztuk Pięknych w Warszawie i dalszych studiów malarskich w Rzymie. Kamila była pogrobowcem, bo jej ojciec zmarł 28 czerwca 1837, co wynika z jej aktu urodzenia. Ich matka po śmierci męża pracowała jako akuszerka w Łomży i tam 21 stycznia 1838 roku urodziła się Kamila. Jako młoda wdowa z trojgiem dzieci poznała wkrótce owdowiałego ziemianina Antoniego Jakuba Ignacego Suchodolskiego (1795–1863), emerytowanego rewizora skarbowego guberni augustowskiej i sędziego pokoju okręgu biebrzańskiego, którego poślubiła w Warszawie w 1848. Zapewnił on troskliwą opiekę i wychowanie jej dzieciom, czego trwałym świadectwem jest inskrypcja na jego powązkowskim grobie: „Najlepszemu mężowi i ojczymowi stroskana żona wraz z pasierbami”.

## Kariera artystyczna[3]
Około 1848 Kamila rozpoczęła naukę tańca w szkole baletowej Warszawskich Teatrów Rządowych, gdzie uczyła się kolejno pod kierunkiem pedagogicznym wybitnych tancerzy sceny warszawskiej: Konstancji Turczynowicz, Mikołaja Grekowskiego i Antoniego Tarnowskiego. Prawdopodobnie już ok. 1850 występowała w Teatrze Wielkim, ale jej debiut solowy odnotowano dopiero w przedstawieniu baletu Katarzyna, córka bandyty (20 grudnia 1853), w którym występowała gościnnie w Warszawie słynna włoska primabalerina Carlotta Grisi. Już w 1854 została awansowana na stanowisko koryfejki. Pierwszą dużą rolę tańczyła 6 lipca 1856 jako Mirta, królowa Willid w balecie Giselle.
W połowie 1857 wyjechała do Paryża na stypendium doskonalące, ufundowane przez dyrekcję Warszawskich Teatrów Rządowych. Uczyła się tam w Conservatoire de Danse (szkole opery) m.in. pod kierunkiem wybitnego pedagoga Louisa-François Gosselina w tzw. classe de perfectionnement (klasie udoskonalenia), po czym w grudniu 1857 i w styczniu 1858 wystąpiła pięciokrotnie na scenie Théâtre Impérial de l’Opéra (opery paryskiej), tańcząc pas de deux z Louisem Mérante jako partnerem, w choreografii François Alberta, w II akcie opery Faworyta Donizettiego. Od września 1858 była pierwszą tancerką w Real Teatro di San Carlo w Neapolu, w zespole baletowym pod dyrekcją Salvatore Taglioniego. Była tam m.in. pierwszą wykonawczynią głównej roli żeńskiej Haydée w balecie Edmondo Dantès (późniejszy tytuł Monte Christo) w choreografii Giuseppe Roty, w którym święciła z czasem tryumfy także gościnnie w Wiedniu (1866) oraz na scenie Teatru Wielkiego (premiera warszawska: 27 sierpnia 1866 w realizacji Romana Turczynowicza). W sezonie 1859/60 była primabaleriną Real Teatro de São Carlos w Lizbonie, a jesienią 1860 tańczyła w Theatre Royal w Manchesterze. Potem uczęszczała jeszcze na lekcje mimiki w Mediolanie i występowała krótko w tamtejszym Regio Teatro della Canobbiana.
Do Warszawy powróciła w październiku 1861. Miała jeszcze zaproszenie do Madrytu, ale nie wyjechała i już z początkiem 1862 została zaangażowana jako pierwsza tancerka w Teatrze Wielkim. Jej partnerami scenicznymi byli tam bracia Antoni i Aleksander Tarnowscy oraz Ludwik Rządca. Wkrótce stała się obiektem adoracji stacjonującego w Warszawie heskiego księcia w służbie rosyjskiej, świeżo owdowiałego Emila zu Sayn-Wittgenstein-Berleburg, co miało duży wpływ na dalszy rozwój jej kariery artystycznej. Występowała w Warszawie w coraz to nowych rolach, zyskiwała świetne oceny prasy i stałe wyrazy uznania ze strony publiczności. W 1866 występowała też gościnnie na scenach Kärntnertheater w Wiedniu i Hoftheater w Berlinie. Ukoronowaniem jej międzynarodowej kariery były w kwietniu 1968 występy gościnne w ówczesnym Teatrze Bolszoj w Sankt Petersburgu w tytułowych rolach tamtejszych Giselle i Esmeraldy oraz w mazurze (z Feliksem Krzesińskim jako partnerem) wstawionym specjalnie do baletu Faust, a na koniec – w maju tego roku – jednorazowy udział gościnny w nowym divertissement Niewolnica Mariusa Petipy na scenie teatru dworskiego w Carskim Siole.
Jak ją ceniła i nagradzała warszawska publiczność, niech świadczy relacja prasowa po jej benefisowym przedstawieniu w roli Fiametty 25 września 1868, jednym z ostatnich już w karierze primabaleriny: „Benefisowe przedstawienie Fiametty, spełniane wczoraj na scenie Wielkiego Teatru, powiodło się bardzo świetnie. Jego Cesarska Wysokość Wielki Książę Mikołaj Mikołajewicz, w towarzystwie JW. Hrabiego Namiestnika, zaszczycić raczył obecnością swoją to widowisko. Publiczność zgromadzona tłumnie przyjmowała p. Stefańską, beneficjantkę, salwami hucznych oklasków i przywoływała ją kilkakrotnie. Istotnie też primabalerina nasza podczas wczorajszego wieczoru przewyższyła samą siebie, wykonując wszystkie tańce w obszernej i bogatej roli Fiametty z niewypowiedzianym wdziękiem i swobodą. Szczególniej jednak zachwyciła widzów wykonaniem pas solowego (Cyganki) w akcie drugim. Jakoż po zakończeniu tego pas ofiarowano balerinie przepyszny bukiet i kosz żywych kwiatów i zarzucono ją kwiatami, a oprócz tego kosztowny i pełen wytwornego smaku garnitur składający się z bransolety, kolczyków i broszy przystrojonych w perły i brylanty. Można więc śmiało powiedzieć, że wieczór wczorajszy był prawdziwym tryumfem p. Stefańskiej, i przekonał ją o żywej sympatii publiczności, umiejącej cenić jej talent i pracę”. Te perły i brylanty były bez wątpienia od obecnego na widowni księcia Emila zu Sayn-Wittgenstein-Berleburg – na pożegnanie jego przyszłej żony ze sceną. Artystka zakończyła bowiem swoją karierę 22 października 1868, tańcząc po raz ostatni rolę Angeli w balecie Marco Spada. Potem wyjechała z Warszawy, by rozpocząć nowe życie w Wielkim Księstwie Hesji.

## Najważniejsze partie solistyczne

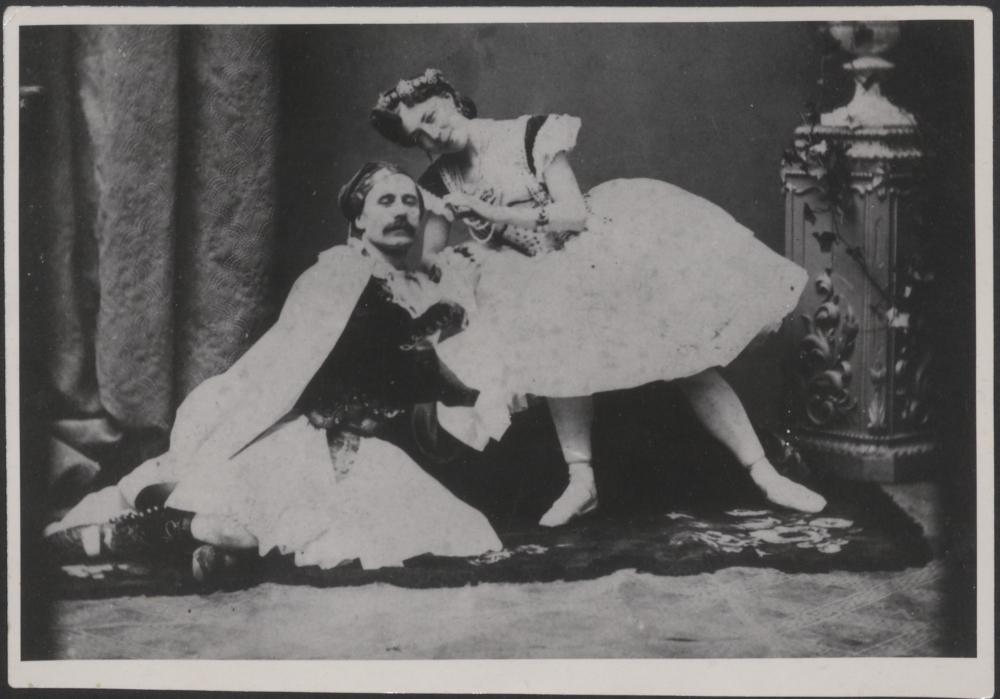
Kamila Stefańska i Antoni Tarnowski w rolach Médory i Konrada z baletu Korsarz, ok. 1865

## Najważniejsze partie solistyczne[3]

### Teatr Wielki, Warszawa
- 1853: Katarzyna, córka bandyty (solistka tańców), choreografia Roman Turczynowicz wg J. Perrota, muz. C. Pugni, Józef Stefani
- 1854: Paquita, czyli Cyganie (Pas de neuf), choreografia R. Turczynowicz wg J. Mazilliera, muz. É. Deldevez, oprac. J. Stefani
- 1856: Traviata, u nas pt. Violetta (solistka w scenie baletowej opery), choreografia R. Turczynowicz, muz. G. Verdi
- 1856: Gizella, czyli Willidy (Mirta), choreografia R. Turczynowicz wg J. Perrota i J. Corallego, muz. A. Adam, oprac. J. Stefani
- 1856: Ernani (solistka tańców w operze), choreografia Carlo Blasis, muz. G. Verdi
- 1856: Fiorina, dziewczyna z Glaris (solistka tańców w operze), choreografia C. Blasis, muz. C. Pedrotti
- 1856: Faust (solistka tańców), choreografia C. Blasis, muz. L.M. Viviani, G. Bajetti, L. Casamorãta, F.A. Blasis, P. Mandanici

### Théâtre Impérial de l’Opéra, Paryż
- 1857: La Favorite (Pas de deux w operze, z Louis’em Mérante jako partnerem), choreografia F. Albert, muz. G. Donizetti

### Real Teatro di San Carlo, Neapol
- 1858: Edmondo Dantès, później pt. Monte Christo (Haydée), choreografia G. Rota, muz. P. Giorza
- 1858: L’ Olimpo e il Walhalla o la danza augurale (solistka), choreografia Salvatore Taglioni, muz. S. Mercadante
- 1859: Pelagio (solistka), choreografia D. Costa, muz. G. Giaquinto
- 1859: Il venturiere (solistka), choreografia S. Taglioni, muz. G. Giaquinto

### Real Teatro de São Carlos, Lizbona
- 1859: As estátuas animadas (solistka), choreografia H. Monplaisir, muz. N.N.
- 1859: Uma festa indiana no tempo dos portugueses (solistka), choreografia H. Monplaisir, muz. N.N.
- 1859: Ketly, ou volta da aldeia (solistka), choreografia H. Monplaisir, muz. N.N.
- 1860: Divertissement (solistka), choreografia H. Monplaisir, muz. N.N.

### Theatre Royal, Manchester
- 1860: Divertissement (Ballabile i Passo Ungaro), choreografia N.N., muz. N.N.
- 1860: O’Donoghue and the princess, or Meet me by moonlight (solistka), choreografia Veroni, muz. J. Shickle

### Regio Teatro della Canobbiana, Mediolan
- 1861: Don Cesare di Bazan (Cyganka Maritana), choreografia F. Penco, muz. N.N.

### Teatr Wielki, Warszawa
- 1862: Gizella, czyli Willidy (Gizella), choreografia R. Turczynowicz wg J. Perrota i J. Corallego, muz. Adolphe Adam, oprac. J. Stefani
- 1862: Faust (Małgorzata), choreografia C. Blasis, muz. L.M. Viviani, G. Bajetti, L. Casamorãta, F.A. Blasis, P. Mandanici
- 1862: Modniarki, czyli Karnawał paryski (Adelina), choreografia R. Turczynowicz wg P. Borriego, muz. M. Strebinger
- 1862: Hrabina i wieśniaczka, czyli Przemiana żon (Ninetta), choreografia R. Turczynowicz wg Le Diable à quatre J. Maziliera, muz. A. Adam, J. Stefani
- 1863: Lalla-Roukh (Pas de deux w operze), choreografia R. Turczynowicz, muz. F. David
- 1864: Korsarz (Médora), choreografia R. Turczynowicz wg J. Maziliera, muz. A. Adam, oprac. J. Stefani
- 1864: Asmodea, diabeł rozkochany (Asmodea), choreografia R. Turczynowicz wg Le Diable amoureux J. Maziliera, muz. G. A. Scaramelli, J. Stefani
- 1864: Katarzyna, córka bandyty (Katarzyna), choreografia R. Turczynowicz wg J. Perrota, muz. C. Pugni, J. Stefani
- 1865: Esmeralda (Esmeralda), choreografia R. Turczynowicz wg J. Perrota, muz. C. Pugni, oprac. J. Stefani

### Theater am Kärntnertor, Wiedeń
- 1866: Der verliebte Teufel (Asmodea), choreografia G. Golinelli wg Le Diable amoureux J. Maziliera, muz. F. Benoist (gościnnie)
- 1866: Graf von Monte Christo (Haydée), choreografia G. Rota, muz. P. Giorza (gościnnie)

### Hoftheater, Berlin
- 1866: Die Weiberkur, oder Le Diable à quatre (Ninetta), choreografia Paolo Taglioni wg Le Diable à quatre J. Maziliera, muz. A. Adam (gościnnie)
- 1866: Esmeralda (Esmeralda), choreografia J. Perrot, muz. C. Pugni (gościnnie)

### Teatr Wielki, Warszawa
- 1866: Monte Christo (Haydée), choreografia R. Turczynowicz wg G. Roty, muz. P. Giorza, St. Moniuszko
- 1867: Robert Diabeł (solistka w Scenie uwodzenia), choreografia Filippo Taglioni, muz. G. Meyerbeer
- 1867: Hrabina d’Egmont (Hrabina d’Egmont), choreografia K. Telle wg G. Roty, muz. P. Giorza, M. Strebinger, J. Lanner, J. Strauss

### Cesarski Teatr Bolszoj Kamienny, Sankt Petersburg
- 1868: Giselle (Giselle), choreografia A. Titus wg J. Perrota, muz. A. Adam (gościnnie)
- 1868: Faust (solowy mazur, z Feliksem Krzesińskim jako partnerem), choreografia Marius Petipa wg J. Perrota, muz. C. Pugni, G. Panizza (gościnnie)
- 1868: Esmeralda (Esmeralda), choreografia J. Perrot, muz. C. Pugni (gościnnie)

### Teatr Dworski, Carskie Sioło
- 1868: Niewolnica (divertissement), choreografia: M. Petipa, muz. C. Pugni (gościnnie)

### Teatr Wielki, Warszawa
- 1868: Marco Spada, czyli Córka rozbójnika (Angela), choreografia T. Turczynowicz, oprac. Hipolit Meunier, muz. D. Auber, oprac. G. Rożniecki
- 1868: Rozbójnik morski (Donna Maria), choreografia F. Taglioni, muz. A. Adam
- 1868: Fiametta (Fiametta), choreografia F. Magri i H. Meunier wg Arthura Saint-Léona, muz. P. Giorza, hr. L. von Széchényi, G. Droesler

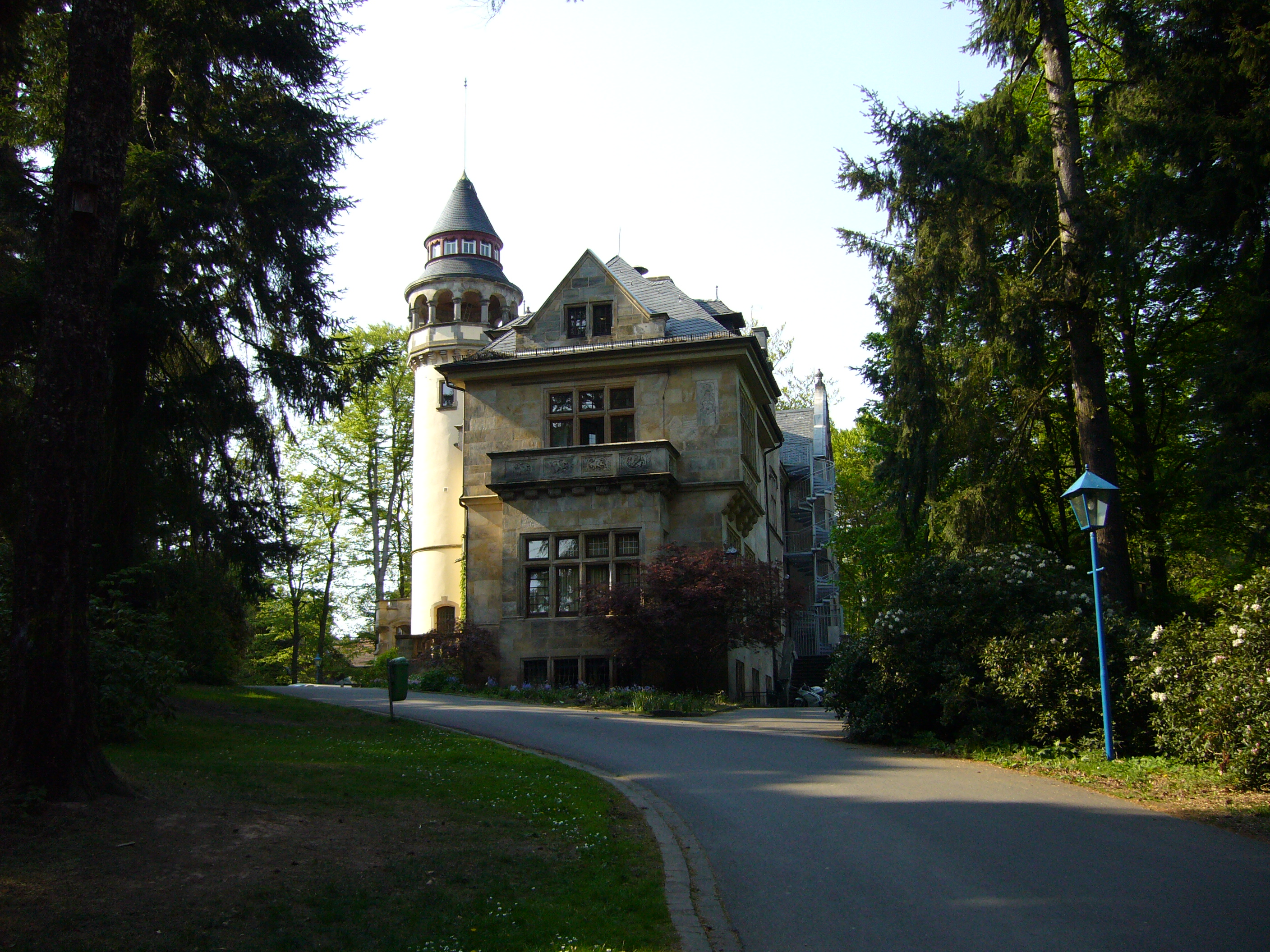
Zamek Hohenwehrda zbudowany w 1901 roku przez barona Wilhelma von Kleydorffa, syna Kamili Stefańskiej, 2007

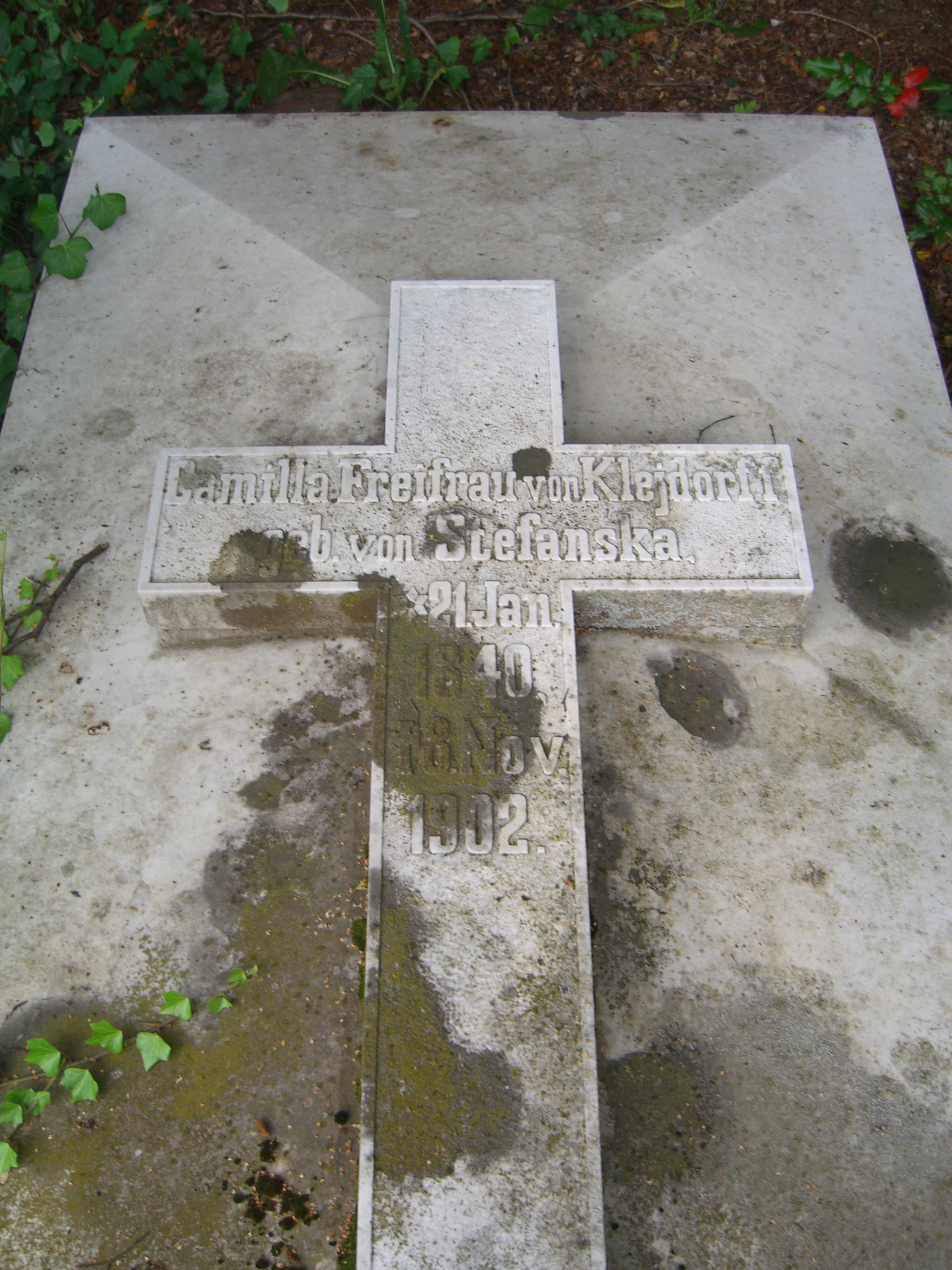
Grób Kamili Stefańskiej (zmarłej jako baronowa Camilla von Kleydorff) na cmentarzyku rodzinnym w parku obok zamku Hohenwehrda, 2007

## Życie prywatne
21 grudnia 1868 za wstawiennictwem swojego książęcego adoratora Kamila Stefańska otrzymała od wielkiego księcia Hesji, Ludwika III, tytuł baronowej von Kleydorff i w kilka dni później, 28 grudnia we Frankfurcie nad Menem wzięła ślub cywilny, a w Gross-Bieberau ślub kościelny z księciem Emilem zu Sayn-Wittgenstein-Berleburg (1824–1878). Była jego żoną morganatyczną, a ich ślub okazał się jednym z głośniejszych w Europie mezaliansów. Po dziesięciu latach szczęśliwego małżeństwa baronowa von Kleydorff owdowiała, jednak mąż doskonale zabezpieczył przyszłość żony i ich dzieci. Mieli bowiem ze sobą córkę Kucę, zmarłą prawdopodobnie w niemowlęctwie oraz trzech synów. Byli to baronowie: biznesmen Ludwig von Kleydorff (1869–1918), porucznik kawalerii Landwehry, a potem pasjonat łowiectwa i autor wspomnień ze swych afrykańskich podróży, Wilhelm von Kleydorff (1871–1914) oraz śpiewak operowy Emil von Kleydorff (1874–1949). Tylko najmłodszy był kontynuatorem pasji artystycznych matki, choć z racji swojego książęcego pochodzenia, z uwagi na reputację rodu nie mógł realizować ich w sposób całkiem otwarty. Baron Emil von Kleydorff występował więc pod pseudonimem Franz Egenieff jako uznany baryton wagnerowski, a później także aktor filmowy. Camilla von Kleydorff zmarła 8 listopada 1902 roku w swojej willi w Wiesbaden, ale została pochowana na cmentarzyku rodzinnym w parku obok neorenesansowego zamku w Wehrdzie Schloss Hohenwehrda zbudowanego w 1901 przez jej syna, barona Wilhelma von Kleydorffa. Jej grób zachował się tam do dzisiaj. Jej potomkowie żyją do dziś w Stanach Zjednoczonych.

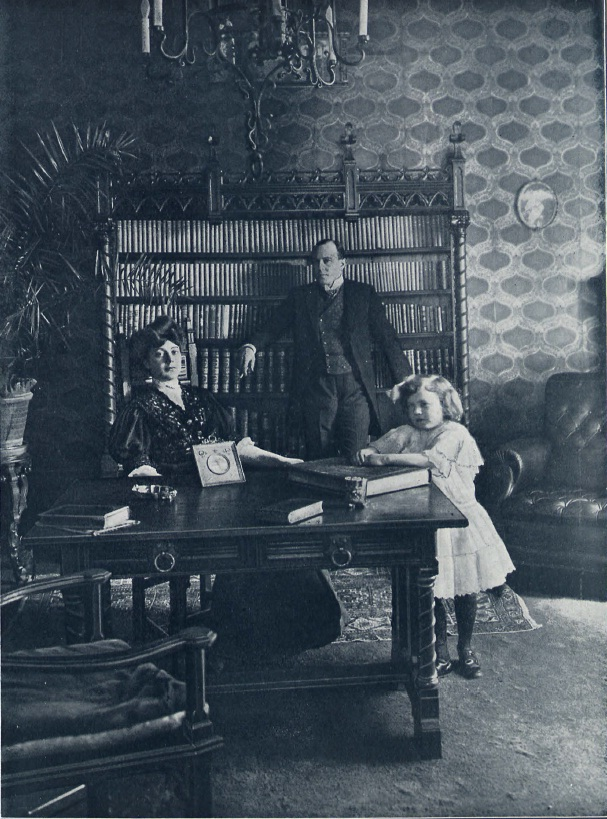
Syn Kamili Stefańskiej i księcia Emila zu Sayn-Wittgenstein-Berleburg, baron Emil von Kleydorff (Franz Egenieff) z żoną Paulą i córką Anitą, 1906, fot. J. Egers